# Finale du Grand Prix ISU 2003-2004
Navigation
Édition précédente Édition suivante
La finale du Grand Prix ISU est la dernière épreuve qui conclut chaque année le Grand Prix international de patinage artistique organisé par l'International Skating Union. Elle accueille des patineurs amateurs de niveau senior dans quatre catégories: simple messieurs, simple dames, couple artistique et danse sur glace.
Pour la saison 2003/2004, la finale est organisée du 11 au 14 décembre 2003 à la World Arena de Colorado Springs aux États-Unis. Il s'agit de la 9e finale depuis la création du Grand Prix ISU en 1995.
Le nouveau système de jugement est mis en place pour la première fois lors des grands-prix de cette saison 2003/2004, y compris pour cette finale, à la suite du scandale des jeux olympiques d'hiver de 2002.

## Qualifications
Seuls les patineurs qui atteignent l'âge de 14 ans au 1er juillet 2003 peuvent participer aux épreuves du Grand Prix ISU 2003/2004. Les épreuves de qualifications sont successivement :
- le Skate America du 23 au 26 octobre 2003 à Reading
- le Skate Canada du 30 octobre au 3 novembre 2003 à Mississauga
- la Coupe de Chine du 6 au 9 novembre 2003 à Pékin
- le Trophée de France du 13 au 16 novembre 2003 à Paris
- la Coupe de Russie du 20 au 23 novembre 2003 à Moscou
- le Trophée NHK du 26 au 30 novembre 2003 à Asahikawa

Pour cette saison 2003/2004, les six meilleurs patineurs aux championnats du monde 2003 peuvent participer à trois grands-prix (mais seuls les points obtenus à deux grands-prix choisis préalablement comptent pour aller en finale). Les autres patinent pour un ou deux grands-prix. Les six patineurs qui ont obtenu le plus de points sont qualifiés pour la finale et les trois patineurs suivants sont remplaçants.
|             | Messieurs                   | Dames            | Couples                                  | Danse sur glace                         |
| ----------- | --------------------------- | ---------------- | ---------------------------------------- | --------------------------------------- |
| 1           | Evgeni Plushenko            | Sasha Cohen      | Shen Xue / Zhao Hongbo                   | Tatiana Navka / Roman Kostomarov        |
| 2           | Jeffrey Buttle              | Elena Liashenko  | Maria Petrova / Aleksey Tikhonov         | Tanith Belbin / Benjamin Agosto         |
| 3           | Michael Weiss               | Fumie Suguri     | Tatiana Totmianina / Maksim Marinin      | Albena Denkova / Maxim Staviski         |
| 4           | Kevin Van Der Perren        | Shizuka Arakawa  | Zhang Dan / Zhang Hao                    | Olena Hrushyna / Ruslan Honcharov       |
| 5           | Timothy Goebel (Forfait)    | Yoshie Onda      | Pang Qing / Tong Jian                    | Marie-France Dubreuil / Patrice Lauzon  |
| 6           | Gao Song                    | Júlia Sebestyén  | Anabelle Langlois/ Patrice Archetto      | Isabelle Delobel / Olivier Schoenfelder |
| Remplaçants |                             |                  |                                          |                                         |
| 1er         | Brian Joubert (Forfait)     | Jennifer Kirk    | Dorota Zagórska / Mariusz Siudek         | Galit Chait / Sergei Sakhnovski         |
| 2e          | Emanuel Sandhu (Remplaçant) | Carolina Kostner | Rena Inoue / John Baldwin                | Kati Winkler / Rene Lohse               |
| 3e          | Li Chengjiang               | Susanna Pöykiö   | Utako Wakamatsu / Jean-Sébastien Fecteau | Federica Faiella / Massimo Scali        |

## Résultats

### Messieurs
| Rang    | Nom                  | Pays       | Points | Programme court | Programme court | Programme libre | Programme libre |
| ------- | -------------------- | ---------- | ------ | --------------- | --------------- | --------------- | --------------- |
| 1       | Emanuel Sandhu       | Canada     | 228.29 | 2               | 75.55           | 1               | 152.74          |
| 2       | Evgeni Plushenko     | Russie     | 225.19 | 1               | 78.25           | 2               | 146.94          |
| 3       | Michael Weiss        | États-Unis | 198.35 | 3               | 73.33           | 3               | 125.02          |
| 4       | Kevin Van Der Perren | Belgique   | 189.03 | 5               | 67.15           | 4               | 121.88          |
| 5       | Gao Song             | Chine      | 181.57 | 4               | 68.89           | 5               | 112.68          |
| Forfait | Jeffrey Buttle       | Canada     |        |                 |                 |                 |                 |

### Dames
| Rang | Nom             | Pays       | Points | Programme court | Programme court | Programme libre | Programme libre |
| ---- | --------------- | ---------- | ------ | --------------- | --------------- | --------------- | --------------- |
| 1    | Fumie Suguri    | Japon      | 182.08 | 1               | 62.02           | 1               | 120.06          |
| 2    | Sasha Cohen     | États-Unis | 177.48 | 2               | 60.80           | 2               | 116.68          |
| 3    | Shizuka Arakawa | Japon      | 167.57 | 5               | 53.34           | 3               | 114.23          |
| 4    | Elena Liashenko | Ukraine    | 165.16 | 3               | 60.54           | 4               | 104.62          |
| 5    | Yoshie Onda     | Japon      | 153.00 | 4               | 54.50           | 6               | 98.50           |
| 6    | Júlia Sebestyén | Hongrie    | 152.11 | 6               | 48.36           | 5               | 103.75          |

### Couples
| Rang | Nom                                  | Pays   | Points | Programme court | Programme court | Programme libre | Programme libre |
| ---- | ------------------------------------ | ------ | ------ | --------------- | --------------- | --------------- | --------------- |
| 1    | Shen Xue / Zhao Hongbo               | Chine  | 196.08 | 1               | 66.00           | 1               | 130.08          |
| 2    | Tatiana Totmianina / Maksim Marinin  | Russie | 177.30 | 2               | 62.96           | 2               | 114.34          |
| 3    | Maria Petrova / Aleksey Tikhonov     | Russie | 166.76 | 3               | 56.32           | 4               | 110.44          |
| 4    | Anabelle Langlois / Patrice Archetto | Canada | 165.90 | 4               | 54.86           | 3               | 111.04          |
| 5    | Pang Qing / Tong Jian                | Chine  | 162.20 | 6               | 52.10           | 5               | 110.10          |
| 6    | Zhang Dan / Zhang Hao                | Chine  | 161.04 | 5               | 53.08           | 6               | 107.96          |

### Danse sur glace
| Rang | Nom                                     | Pays       | Points | Danse originale | Danse originale | Danse libre | Danse libre |
| ---- | --------------------------------------- | ---------- | ------ | --------------- | --------------- | ----------- | ----------- |
| 1    | Tatiana Navka / Roman Kostomarov        | Russie     | 175.91 | 1               | 65.18           | 1           | 110.73      |
| 2    | Albena Denkova / Maxim Staviski         | Bulgarie   | 163.30 | 3               | 58.26           | 2           | 105.04      |
| 3    | Tanith Belbin / Benjamin Agosto         | États-Unis | 161.25 | 2               | 59.81           | 4           | 101.44      |
| 4    | Olena Hrushyna / Ruslan Honcharov       | Ukraine    | 161.17 | 4               | 58.24           | 3           | 102.93      |
| 5    | Isabelle Delobel / Olivier Schoenfelder | France     | 149.12 | 5               | 54.14           | 5           | 94.98       |
| 6    | Marie-France Dubreuil / Patrice Lauzon  | Canada     | 146.25 | 6               | 53.91           | 6           | 92.34       |

## Sources
- (en) « ISU Grand Prix of Figure Skating Final », sur site officiel de l'ISU
- (en) « Grand Prix Final 2003 », sur Ice Skating International: Online
- Patinage Magazine N°91 (Printemps 2004)